# Varelas
Varelas o San Martín das Varelas (llamada oficialmente San Martiño das Varelas) es una parroquia del municipio de Mellid, en la provincia de La Coruña, Galicia, España.

## Entidades de población
Entidades de población que forman parte de la parroquia:
- Montoutiño
- Montouto
- Quintela
- Reboredo
- San Martiño de Abaixo
- San Martiño de Arriba
- Vilar (O Vilar)

### Despoblado
- Castro (O Castro)

## Demografía
| Gráfica de evolución demográfica de Varelas entre 2000 y 2018 |
|                                                               |
| Población de derecho según el padrón municipal del INE        |